# 根津信直
根津 信直（ねづ のぶなお）は、江戸時代前期の大名。上野国豊岡藩3代藩主。
初代藩主・根津信政の次男として生まれる。兄で先代藩主・政次が嗣子なくして没したため、家督を継いだ。幼少のため、慶長19年（1614年）からの大坂の陣には家臣の小花和知久を名代として従軍させている。
寛永3年（1626年）、嗣子なく没し、上野豊岡藩根津氏は無嗣断絶、改易となった。